# Sainte-Foy-l’Argentière
Sainte-Foy-l'Argentière település Franciaországban, Rhône megyében. Lakosainak száma 1292 fő (2022. január 1.). Sainte-Foy-l’Argentière Souzy, Aveize és Saint-Genis-l'Argentière községekkel határos.

## Népesség
A település népessége az elmúlt években az alábbi módon változott:
| Lakosok száma | 1297 | 1289 | 1304 | 1281 | 1284 | 1286 | 1287 | 1291 | 1292 |
|               | 2013 | 2015 | 2016 | 2017 | 2018 | 2019 | 2020 | 2021 | 2022 |